# Sprintvärldsmästerskapen i kanotsport 1986
Sprintvärldsmästerskapen i kanotsport 1986 anordnades i Montréal i Kanada.

## Medaljsummering
| Pl.    | Nation         | Guld | Silver | Brons | Totalt |
| ------ | -------------- | ---- | ------ | ----- | ------ |
| 1      | Ungern         | 7    | 3      | 1     | 11     |
| 2      | Sovjetunionen  | 1    | 6      | 3     | 10     |
| 3      | Rumänien       | 3    | 3      | 2     | 8      |
| 4      | Östtyskland    | 2    | 3      | 2     | 7      |
| 5      | Polen          | 1    | 1      | 1     | 3      |
| 6      | Bulgarien      | 1    | 0      | 2     | 3      |
| 7      | Västtyskland   | 1    | 0      | 2     | 3      |
| 8      | Storbritannien | 2    | 0      | 0     | 2      |
| 9      | Frankrike      | 0    | 1      | 1     | 2      |
| 10     | Jugoslavien    | 0    | 1      | 1     | 2      |
| 11     | Danmark        | 0    | 0      | 2     | 2      |
| 12     | Australien     | 0    | 0      | 1     | 1      |
| Totalt | Totalt         | 18   | 18     | 18    | 54     |

### Herrar

#### Kanadensare
| Gren        | Guld                                   | Tid | Silver                                               | Tid | Brons                                       | Tid |
| C-1 500 m   | Olaf Heukrodt (GDR)                    |     | Aurel Macarencu (ROU)                                |     | Nikolai Buhalov (BUL)                       |     |
| C-1 1000 m  | Aurel Macarencu (ROU)                  |     | Ivans Klementjevs (URS)                              |     | Ivan Šabjan (YUG)                           |     |
| C-1 10000 m | Aurel Macarencu (ROU)                  |     | Ivan Šabjan (YUG)                                    |     | Didier Hoyer (FRA)                          |     |
| C-2 500 m   | Ungern János Sarsui Kis István Vaskúti |     | Sovjetunionen Viktar Renejski Oleksandr Kalynytjenko |     | Östtyskland Ulrich Papke Ingo Spelly        |     |
| C-2 1000 m  | Ungern János Sarsui Kis István Vaskúti |     | Polen Marek Łbik Marek Dopierała                     |     | Västtyskland Wolfram Faust Hartmut Faust    |     |
| C-2 10000 m | Polen Marek Łbik Marek Dopierała       |     | Rumänien Dumitru Betiu Vasile Lehaci                 |     | Danmark Arne Nielsson Christian Frederiksen |     |

#### Kajak
| Gren        | Guld                                                                                     | Tid | Silver                                                                            | Tid | Brons                                                                              | Tid |
| K-1 500 m   | Jeremy West (GBR)                                                                        |     | Zsolt Gyulay (HUN)                                                                |     | Ihor Nahajev (URS)                                                                 |     |
| K-1 1000 m  | Jeremy West (GBR)                                                                        |     | Ferenc Csipes (HUN)                                                               |     | Harry Nolte (GDR)                                                                  |     |
| K-1 10000 m | Ferenc Csipes (HUN)                                                                      |     | Bernard Brégeon (FRA)                                                             |     | Stanislav Borejko (URS)                                                            |     |
| K-2 500 m   | Västtyskland Reiner Scholl Thomas Pfrang                                                 |     | Ungern András Rajna Attila Androvicz                                              |     | Sovjetunionen Viktar Puseŭ Sergej Superata                                         |     |
| K-2 1000 m  | Rumänien Daniel Stoian Angelin Velea                                                     |     | Östtyskland André Wohllebe Frank Fischer                                          |     | Australien Kerry Grant Steve Wood                                                  |     |
| K-2 10000 m | Ungern Gábor Kulcsár László Gindl                                                        |     | Sovjetunionen Sergej Kornejevets Viktor Detkovskij                                |     | Rumänien Daniel Stoian Angelin Velea                                               |     |
| K-4 500 m   | Östtyskland Andreas Stähle Frank Fischer André Wohllebe Jens Fiedler                     |     | Sovjetunionen Oleksandr Motuzenko Serhij Kirsanov Nikolaj Sjersjen Viktor Denisov |     | Västtyskland Gilbert Schneider Detlef Schmidt Volker Kreutzer Thomas Reineck       |     |
| K-4 1000 m  | Ungern Ferenc Cspies Zsolt Gyulay László Fidel Zoltán Kovács                             |     | Östtyskland Guido Behling Hans-Jörg Bliesener Jens Fiedler Thomas Vaske           |     | Polen Robert Chwialkoski Kazimierz Krzyżański Grzegorz Krawców Wojciech Kurpiewski |     |
| K-4 10000 m | Sovjetunionen Nikolaj Oseledets Grigorij Medvedev Sergej Kiseljov Aleksandr Akunisjnikov |     | Rumänien Ionel Constantin Nicolae Feodoset Ionel Letcae Alexandru Dulau           |     | Ungern Tibor Böjti Tibor Helyi László Nieberl Kálmán Petrovics                     |     |

### Damer

#### Kajak
| Gren      | Guld                                                    | Tid | Silver                                                                           | Tid | Brons                                                               | Tid |
| K-1 500 m | Vania Gesjeva (BUL)                                     |     | Kathrin Giese (GDR)                                                              |     | Yvonne Knudsen (DEN)                                                |     |
| K-2 500 m | Ungern Katalin Povázsán Erika Mészáros                  |     | Sovjetunionen Nelli Korbukova Tatjana Zjistova                                   |     | Bulgarien Vania Gesjeva Diana Paliski                               |     |
| K-4 500 m | Ungern Erika Géczi Erika Mészáros Rita Kőbán Éva Rakusz |     | Sovjetunionen Nelli Korbukova Anzjela Nadtotjajeva Tatjana Zjistova Olga Slapina |     | Rumänien Tecia Borcaena Luminata Munteanu Marina Ciiucur Anna Larie |     |